# Nagurus ziegleri
Nagurus ziegleri is een pissebed uit de familie Trachelipodidae. De wetenschappelijke naam van de soort is voor het eerst geldig gepubliceerd in 1994 door Schmalfuss.